# 김일진 (지휘자)
김일진(1956년 - )은 조선민주주의인민공화국의 지휘자이다. 자강도 만포시에서 태어나 강원도 원산시로 이주해 인민학교를 다녔고, 졸업 직후 평양음악무용대학(현 김원균평양음악대학)에 입학해 첼로를 전공했다.
1977년 수석으로 졸업한 뒤 만수대예술단에 배속되었고, 곧 지휘로 전향해 혁명가극 '꽃파는 처녀'를 비롯한 무대 작품들의 지휘를 맡았다. 러시아로 유학, 모스크바 차이콥스키 음악원에서 지휘를 전공했고 1985년에 베를린에서 열린 제 8회 헤르베르트 폰 카라얀 국제 지휘 콩쿨에서 1위 없는 2위에 입상해 화제가 되었다.
귀국 후에는 주로 만수대예술단에서 지휘하고 있으며, 예술단 내의 여성기악중주단도 지도하고 있다. 1988년에 공훈예술가 칭호를 받았으며, 1990년에는 젊은 연주가들을 중심으로 윤이상관현악단을 결성하기도 했다. 한국에는 일본의 쓰루가시에서 열린 환동해 국제 예술제(1991)와 평양에서 열린 윤이상 통일음악회(1998)에 참가했을 때 언론을 통해 인터뷰 등이 소개되었다.